# El temps amb tu
El temps amb tu (天気の子, Tenki no Ko) és una pel·lícula d'anime del 2019 escrita i dirigida per Makoto Shinkai. És un film romàntic i de fantasia, ambientat al Japó en un període molt plujós, i explica la història d'un adolescent que fa amistat amb una noia òrfena que sembla que pot controlar el temps. El temps amb tu es va estrenar al Japó el 19 de juliol del 2019 i va ser la candidata japonesa a l'Oscar a la millor pel·lícula de parla no anglesa en la 92a edició dels premis. Va guanyar el Premi de l'Acadèmia Japonesa a la millor pel·lícula d'animació. Ha estat doblada al català.

## Argument
En Hodaka Morishima, un adolescent que ha fugit a Tòquio, passa els dies de manera solitària, però finalment troba feina com a redactor en una revista d'ocultisme. Després de començar a treballar, es troba que cada dia plou. En un racó de la ciutat, acaba coneixent una noia anomenada Hina, té un poder especial: pot aturar la pluja i fer que torni a sortir el sol.

## Doblatge
| Personatge        | Japonès            | Català          |
| ----------------- | ------------------ | --------------- |
| Hodaka Morishima  | Kotaro Daiga       | Marc Gómez      |
| Hina Amano        | Nana Mori          | Iris Lago       |
| Keisuke Suga      | Shun Oguri         | Carles Di Blasi |
| Natsumi Suga      | Tsubasa Hona       | Glòria Cano     |
| Nagisa Amano      | Sakura Kiryu       | Marta Moreno    |
| Moka Suga         | Moe Katsuki        | Eva Ordeig      |
| Takai             | Yuki Kaji          | Marcel Navarro  |
| Yasui             | Sei Hiraizumi      | Joaquim Casado  |
| Fumi Tachibana    | Chieki Baisho      | Julia Chalmeta  |
| Taki Tachibana    | Ryunosuke Kamiki   | Lluís Gustems   |
| Mitsuha Miyamizu  | Mone Kamishiraishi | Núria Trifol    |
| Sasaki            | Kana Ichinose      | Irene Miràs     |
| Kimura            | Kyohei Kimura      | Àlex de Porrata |
| Kana              | Kana Hanazawa      | Mariona Bosch   |
| Kannushi          | Hidekatsu Shibata  | Jordi Pineda    |
| Fill del Kannushi | Ai Kaneta          | Núria Samsó     |
| Comissari         | Kosuke Echigoya    | Francesc Belda  |

## Premis
| 2019 | 13ns Asia Pacific Screen Awards    | Millor pel·lícula d'animació               | El temps amb tu | Guanyador |
| 2019 | Animation is Film Festival 2019    | Premi del públic                           | El temps amb tu | Guanyador |
| 2019 | Scotland Loves Anime 2019          | Premi del públic                           | El temps amb tu | Guanyador |
| 2020 | 47ns Premis Annie                  | Millor pel·lícula d'animació — Independent | El temps amb tu | Nominat   |
| 2020 | 6ns Anime Trending Awards          | Millor pel·lícula d'anime                  | El temps amb tu | Guanyador |
| 2020 | 43ns Premis de l'Acadèmia Japonesa | Millor pel·lícula d'animació               | El temps amb tu | Guanyador |
| 2020 | 43ns Premis de l'Acadèmia Japonesa | Millor música                              | Radwimps        | Guanyador |